# Pützchens Markt
Il Pützchens Markt è una fiera annuale tradizionale le cui origini risalgono al 1367 e che, dall'inizio del XIX secolo, si svolge soprattutto sulle piazze di mercato di Pützchen-Bechlinghoven (Bonn). La data è variabile dopo il secondo fine settimana di settembre.
Nel 2018 ha stabilito il record di circa 1,4 milioni di presenze. Sebbene il mercato di Pützchen non sia il maggior festival popolare della Renania, è considerato il mercato tedesco di cinque giorni con il maggior volume d'affari.